# Distrito de Gruyère

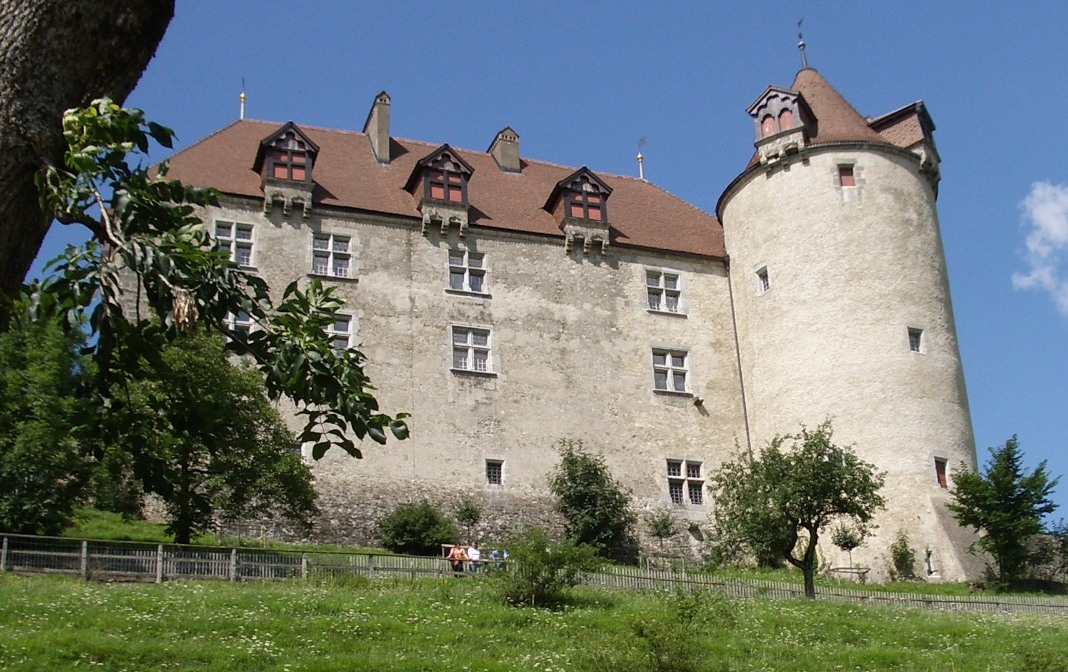
Castelo de Gruyères

O Distrito de Gruyère é um dos sete distritos do cantão de Friburgo, na Suíça. Sua capital é Bulle. Possui 27 comunas, totalizando uma área de 489,37 km2. Sua população, de acordo com o censo de 2010, é de 46.415 habitantes , tendo, portanto, uma densidade demográfica de 94,8 habitantes por km2.

## Comunas
| Brasão | Nome                   | População censo 2010 | Área (km²) |
| ------ | ---------------------- | -------------------- | ---------- |
|        | Bas-Intyamon           | 1.114                | 33,31      |
|        | Botterens-Villarbeney  | 483                  | 4,15       |
|        | Broc                   | 2.296                | 10,04      |
|        | Bulle                  | 18.947               | 23,87      |
|        | Cerniat                | 332                  | 33,69      |
|        | Charmey                | 1.849                | 78,46      |
|        | Châtel-sur-Montsalvens | 246                  | 2,04       |
|        | Corbières              | 419                  | 9,6        |
|        | Crésuz                 | 295                  | 1,78       |
|        | Echarlens              | 716                  | 4,63       |
|        | Grandvillard           | 700                  | 24,16      |
|        | Gruyères               | 1.789                | 28,38      |
|        | Hauteville             | 563                  | 10,52      |
|        | Haut-Intyamon          | 1.415                | 60,45      |
|        | Jaun                   | 686                  | 55,21      |
|        | La Roche               | 1.395                | 24,09      |
|        | Le Pâquier             | 1.094                | 4,49       |
|        | Marsens                | 1.593                | 7,81       |
|        | Morlon                 | 590                  | 2,48       |
|        | Pont-en-Ogoz           | 1.601                | 10,02      |
|        | Pont-la-Ville          | 570                  | 4,72       |
|        | Riaz                   | 2.153                | 776        |
|        | Sâles                  | 1.392                | 18,79      |
|        | Sorens                 | 921                  | 8,72       |
|        | Vaulruz                | 1.006                | 10,16      |
|        | Vuadens                | 1.982                | 10,44      |
|        | Total                  | 46.415               | 489.4      |

## Demografia
De acordo com o censo de 2010, a população do distrito de Gruyère é de 46.415 habitantes. A maioria da população, em 2000, tinha como língua materna o francês (33.578 ou 88,2%); o alemão aparecia como a segunda mais comum (1.929 ou 5,1%) e o português, em terceiro lugar, com 939 (ou 2.5%).  Havia 247 pessoas que falavam italiano e 11 pessoas que tinham, como língua materna, o romanche.
O histórico da população é apresentado na seguinte tabela:

## Religião
De acordo com o censo de 2000, 30.472 pessoas (80,8% da população) eram católicas, enquanto 2.044 (5,2%) pertenciam à Igreja Reformada Suíça.